# 街头游戏

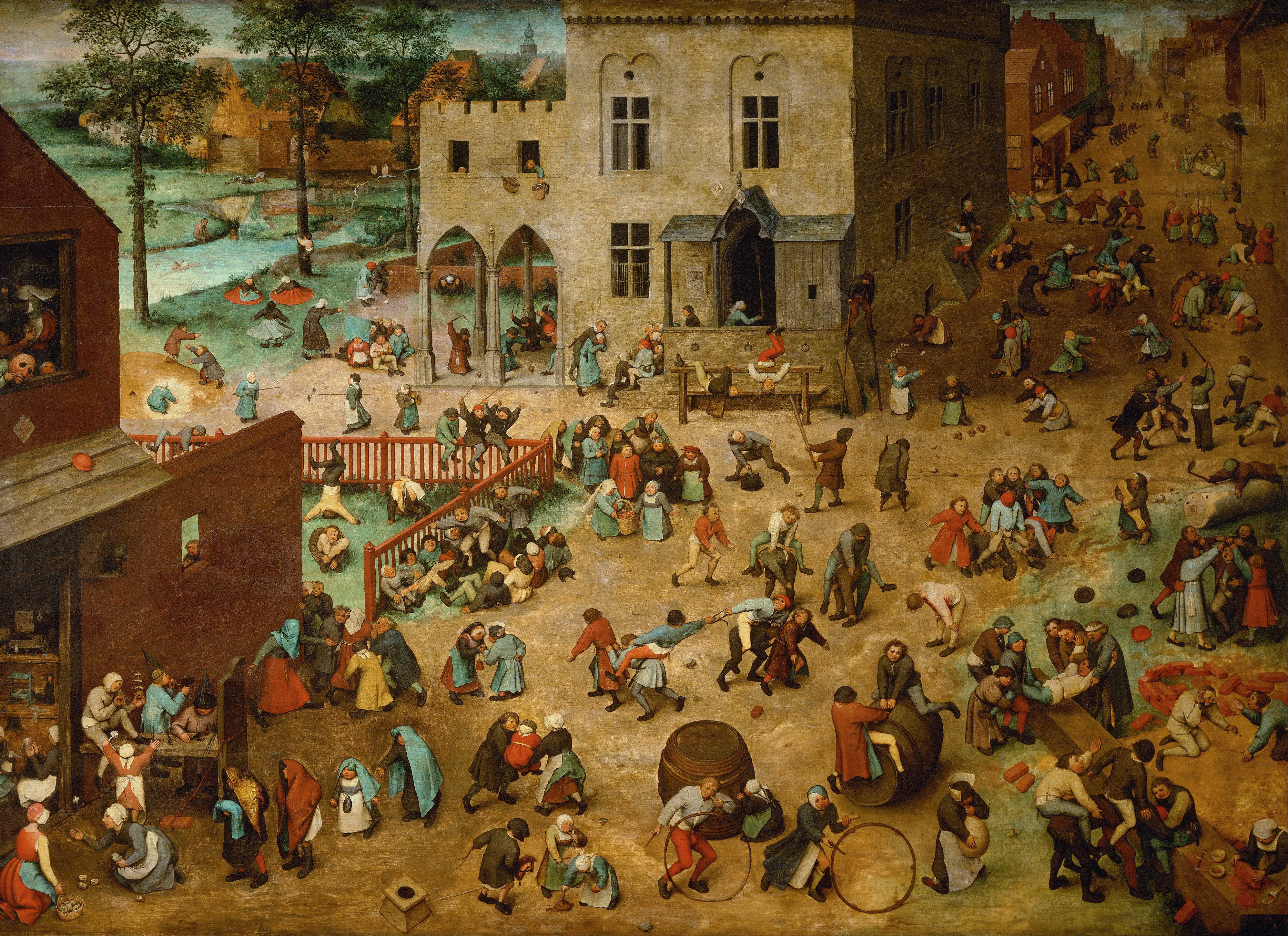
街头游戏

街头游戏又稱街头运动，是人們在城市街道上開展的游戏或參與的体育运动（例如花式奔跑）。如果人們在特殊場地（例如田徑場）內參與的體育運動則不是街頭運動。